# La Londe
La Londe är en kommun i departementet Seine-Maritime i regionen Normandie i norra Frankrike. Kommunen ligger i kantonen Elbeuf som tillhör arrondissementet Rouen. År 2022 hade La Londe 2 367 invånare.

## Befolkningsutveckling
Antalet invånare i kommunen La Londe
| Referens: INSEE |